# Ripoll (ort)
Ripoll är en ort i Spanien.   Den ligger i provinsen Província de Girona och regionen Katalonien, i den östra delen av landet, 500 km öster om huvudstaden Madrid. Ripoll ligger 697 meter över havet och antalet invånare är 11 057.
Terrängen runt Ripoll är huvudsakligen kuperad, men norrut är den bergig. Ripoll ligger nere i en dal. Runt Ripoll är det ganska tätbefolkat, med 72 invånare per kvadratkilometer. Närmaste större samhälle är Vilaseca, 16,3 km söder om Ripoll. I omgivningarna runt Ripoll växer i huvudsak blandskog.